# 马丁·范布伦
马丁·范布伦（英語：Martin Van Buren，/væn ˈbjʊərən/ van BYURE-ən，[ˈmaːrtə(ɱ) vɑm ˈbyːrə(n)] ⓘ，马尔滕·范比伦；1782年12月5日—1862年7月24日），美国第八任副总统（1833年－1837年）及第八任总统（1837年－1841年）。他是第一位出生於《美国独立宣言》正式签署之后的美國总统。他亦是唯一一位以英語作為第二語言的美國總統，母語為荷蘭語。

## 早年生涯
1812年首度參選紐約州議員並當選且在1816年連任，任內大力推動伊利運河的建造，伊利運河全長為584公里（363英里），12公尺（39英尺）寬、1.2公尺（4英尺）深。是第一條提供美國東海岸與西部內陸的快速運輸捷徑，不只加快運輸的速度，也使沿岸地區與內陸地區的運輸成本減少了95%。促使紐約市取代費城成為北美最大的海港，快捷的運河交通使得紐約州西部更便於到達，因此也使中西部人口快速成長。同時也主張廢除因欠債而坐牢的刑罰，這一切使范布倫受民眾愛戴，並在1815年同時成為紐約州檢察長。
1821年當選參議員，使用兩面討好的手段來處理奴隸制議題，是議員中反對約翰·昆西·亞當斯總統的領袖，同時也積極反對美國參加巴拿馬會議，在1829年一月當選紐約州州長，任內推動安全基金計畫(the Safety Fund Plan)，要求各銀行要成立準備金來作為倒閉後清償之用，為一項劃時代的金融改革。

## 杰克逊政府時期
安德魯·傑克遜在1829年上任後提名其為國務卿，而其也辭去州長以就職，在任內的1830年和土耳其談判使其給予美在黑海航行權，同年與英訂約恢復對西印度群島的貿易，也幫助獲得法國政府賠償拿破崙時代時美國公民的損失。1831年內閣大改組，向總統請辭獲准，改任駐英大使卻在國會以一票之差無法就職，1832年當選副總統，大力支持總統傑克遜的政策。

## 总统
1836年，范布倫當選為美國第八位總統。

### 金融危機
就職後不久，美國就陷入了經濟衰退。由於各州銀行大量發行紙幣，價值遠遠超過了手中掌握的金銀幣，加上農產歉收與對英貿易入超，造成通貨膨漲與銀行擠兌，為此，銀行宣布停止紙鈔與金銀幣的兌換，然而問題並無解決，高達900家州銀行紛紛倒閉，工廠關門，大批勞工失去工作並製造騷亂。聯邦政府本身也因為銀行倒閉損失了九百萬美元。商界批評前總統傑克遜下的要求購買國有地，一律用金銀幣，不能使用紙鈔的政令導致經濟衰退，然而范布倫決定繼續執行傑克遜的政令，禁止使用紙鈔購買國有地。隨著經濟進一步惡化。范布倫召集國會特別會議並強調「銀行界的過量活動和商界的過度交易」是經濟衰退的罪魁禍首，要求國會推遲將聯邦政府的結餘資金交給各州，還要求國會通過立法允許政府把聯邦資金留給財政部管理，不交給私有銀行。也就是所謂的「獨立財政」法案。但直到1840年6月，國會才通過立法，允許財政部保留政府資金，美國1837年開始的經濟衰退持續了六年。

### 對英關係
1837年，加拿大因反對英國統治而革命，美國基於同情以凱洛琳號運送物資援助，卻遭英國的加拿大民團扣押，還打死了一個美國人，是為凱洛琳號事件，對此范布倫譴責其「最令人憤怒的暴行」，且派兵集結該地，英美關係因此惡化直到1842年簽訂條約劃定了邊界。
由於1783年巴黎和約沒有明確規定美國和加拿大邊界的確切位置。在阿魯斯圖克河流域耕種的緬因州農民與新不倫瑞克省的加拿大伐木工人雙方不斷發生衝突。1838年，一群緬因州農民試圖把伐木工人趕走時被加拿大人逮捕。於是，緬因州和新不倫瑞省政府分別召集民兵進行自衛，使衝突擴大。范布倫遂指派溫菲爾德·斯科特將軍率領聯邦部隊進入阿魯斯圖克地區，英國亦從魁北克抽調部隊，推進此地區。而後雙方開始和談，並於1839年3月21日達成停戰協議，雙方同意成立邊界委員會解決糾紛，在1842年雙方簽訂韦伯斯特－阿什伯顿条约劃定了分界線。

### 德克萨斯
1835年德克薩斯革命爆發，在1836年獨立成為德克薩斯共和國，並為防範墨西哥而要求與美合併，但范布倫因奴隸制問題而拒絕，直到1845年德克薩斯才加入美國成為美國的第28個州。

## 晚年
1840年因經濟問題連任失敗。

## 影視形象
| 年份   | 地區 | 作品         | 演員        |
| 1997年 | 美國 | 《勇者無懼》 | 奈傑爾·霍桑 |